# Omagh Town Football Club
L'Omagh Town Football Club era una società calcistica nordirlandese con sede nella città di County Tyrone.
La squadra ha partecipato diverse volte a competizioni europee.

## Palmarès
- Floodlit Cup: 1

1991-1992
- Irish League First Division: 1

1999-2000
- North West Senior Cup: 6

1990-1991, 1992-1993, 1995-1996, 1996-1997, 1999-2000, 2000-2001
- Irish News Cup: 1
- 1997-1998

### Altri piazzamenti
- Irish Football League Cup:

Semifinalista: 1990-1991, 1995-1996, 2000-2001, 2002-2003

## Statistiche e record

### Statistiche nelle competizioni UEFA
Tabella aggiornata alla fine della stagione 2018-2019.
| Competizione    | Partecipazioni | G | V | N | P | RF | RS |
| --------------- | -------------- | - | - | - | - | -- | -- |
| Coppa Intertoto | 1              | 4 | 0 | 1 | 3 | 3  | 11 |

### Risultati nelle competizioni UEFA per club
| anno | Competizione    | turno | paese    | Club                   | risultato |
| ---- | --------------- | ----- | -------- | ---------------------- | --------- |
| 1998 | Coppa Intertoto | 1R    | Slovakia | FC Rimavská Sobota     | 0–1, 2–2  |
| 2003 | Coppa Intertoto | 1R    | Belarus  | FC Shakhtyor Soligorsk | 0–1, 1–7  |

| Controllo di autorità | VIAF (EN) 315944616 |